# الصفة (المسجد النبوي)

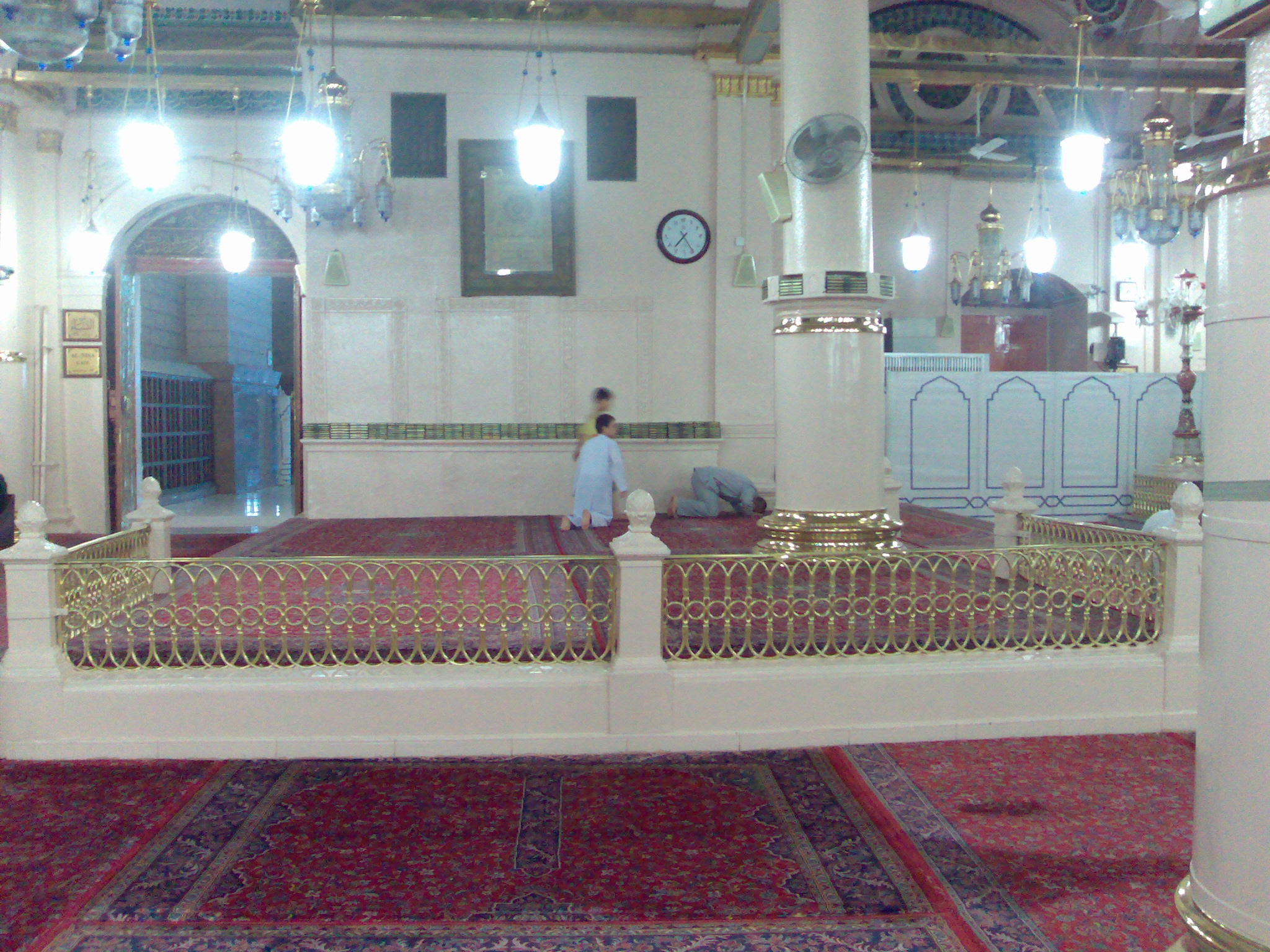
الصُفّة بالمسجد النبوي بالمدينة المنورة.

الصُّفّة أو دكة الأغوات، مكان في مؤخرة المسجد النبوي الشريف، في الركن الشمالي الشرقي منه، غربي ما يعرف اليوم بـ«دكة الأغوات». أمر به النبي محمد ﷺ فظُلل بجريد النخل، وأُطلق عليه اسم «الصفة» أو «الظلة». وقد أُعدت الصفة لنـزول الغرباء العزاب من المهاجرين والوافدين الذين لا مأوى لهم ولا أهل فكان يقل عددهم حيناً، ويكثر أحياناً، وكان النبي ﷺ كثيراً ما يجالسهم، ويأنس بهم، ويناديهم إلى طعامه، ويشركهم في شرابه؛ فكانوا معدودين في عياله. بقي مكان الصفة في المسجد الشريف ماثلاً إلى أن جاءت توسعة الوليد بن عبد الملك، فتغير مكانها إلى ما يعرف اليوم بدكّة الأغوات حيث بلغت التوسعة ذلك المكان.

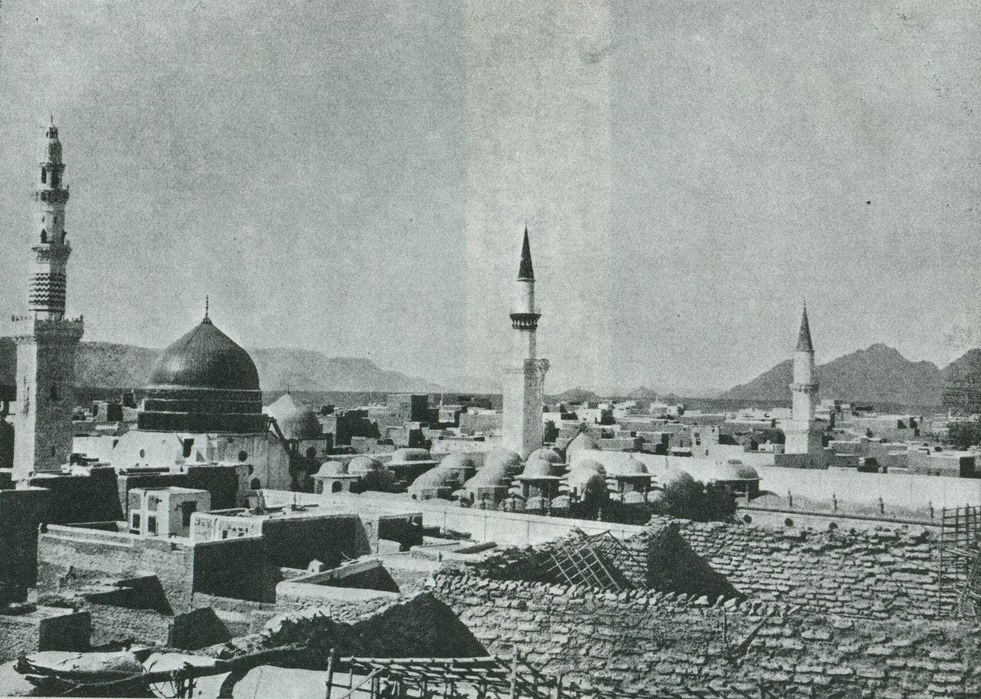
صورة للمسجد النبوي بالمدينة المنورة عام 1908م.

## أهل الصفّة
كان الصحابة  يأخذ الواحد منهم الاثنين والثلاثة من أهل الصفة فيطعمهم في بيته، كما كانوا يأتون بأقناء الرطب ويعلقونها في السقف لأهل الصفة حتى يأكلوا منها، فذهب المنافقون ليفعلوا مثل فعلهم رياء فصاروا يأتون بأقناء الحشف والرطب الرديء، فأنزل الله فيهم قوله: ﴿يَا أَيُّهَا الَّذِينَ آمَنُوا أَنْفِقُوا مِنْ طَيِّبَاتِ مَا كَسَبْتُمْ وَمِمَّا أَخْرَجْنَا لَكُمْ مِنَ الْأَرْضِ وَلَا تَيَمَّمُوا الْخَبِيثَ مِنْهُ تُنْفِقُونَ وَلَسْتُمْ بِآخِذِيهِ إِلَّا أَنْ تُغْمِضُوا فِيهِ وَاعْلَمُوا أَنَّ اللَّهَ غَنِيٌّ حَمِيدٌ ۝٢٦٧﴾ (سورة البقرة)، وفيهم نزل قوله تعالى: ﴿لِلْفُقَرَاءِ الَّذِينَ أُحْصِرُوا فِي سَبِيلِ اللَّهِ لَا يَسْتَطِيعُونَ ضَرْبًا فِي الْأَرْضِ يَحْسَبُهُمُ الْجَاهِلُ أَغْنِيَاءَ مِنَ التَّعَفُّفِ تَعْرِفُهُمْ بِسِيمَاهُمْ لَا يَسْأَلُونَ النَّاسَ إِلْحَافًا وَمَا تُنْفِقُوا مِنْ خَيْرٍ فَإِنَّ اللَّهَ بِهِ عَلِيمٌ ۝٢٧٣﴾ (سورة البقرة).
وكان جُل عمل أهل الصفة تعلم القرآن والأحكام الشرعية من رسول الله أو ممن يأمره رسول الله ﷺ بذلك، فإذا جاءت غزوة خرج القادر منهم للجهاد فيها.
ومن أشهر أهل الصفة المنقطعين فيها أبو هريرة وهذا الانقطاع مكّنه من تلقي الكثير من أحاديث الرسول ﷺ كما قال عن نفسه عندما سمع الناس يقولون: أكثر أبو هريرة عن رسول الله ﷺ قال: "أما أنتم يا معشر المهاجرين فقد شغلتكم التجارة، وأما أنتم يا معشر الأنصار فقد شغلتكم الحقول والمزارع، وأما أنا فقد لازمت رسول الله ﷺ على ملء بطني فكنت أتعلم من العلم؛ فكيف تقولون: أكثر أبو هريرة.. أكثر أبو هريرة؟".
وقد صور أبو هريرة ما كان أهل الصفة يصبرون عليه من الجوع، وشدة الحال في قصة وقعت له في يوم من الأيام: قال أبو هريرة إنه كان يمضي عليه اليوم واليومان لم يذق طعامًا، وكان يشد الحجر على بطنه من الجوع، وجلس يومًا في طريق الذين يخرجون من المسجد لعل أحدًا منهم يكشف ما به من الجوع، فمر عليه أبو بكر الصديق فسأله أبو هريرة عن معنى آية من كتاب الله، وقال: ما سألته إلا لكي ينتبه لحالي، فمر ولم ينتبه بعد أن أجابه عن معنى الآية، ثم مر عمر بن الخطاب كذلك، فلما مر رسول الله محمد ﷺ نظر إلى أبي هريرة وابتسم حين رآه، وعرف ما في وجهه من الجوع، ثم قال: يا أبا هريرة. فقال: أبو هريرة: لبيك يا رسول الله. قال: الْحَق. فتبِعه ودخَل معه في بيته، فوجد النبيﷺ في بيته لبنًا في قدح، فقال: من أين هذا اللبن؟ فقالوا: أهداه لك فلان، فقال رسول الله –-: يا أبا هريرة، فقال: لبيك يا رسول الله، فقال: اذهب فادع أهل الصفة، فقال أبو هريرة في نفسه: وما يُغني هذا اللبن عن أهل الصفة، وضعف أمله في إصابة ما يتقوى به من ذلك اللبن. فلما دعاهم أمره النبي –- أن يباشر سقيهم فضعف أمله أكثر؛ لأن ساقي القوم آخرهم شرباً فسقى الجميع، وأمر النبي ﷺ أن يعطي كل واحد ليشرب حتى يشبع، وكان أبو هريرة يقول في نفسه: ليته لم يأمرن بفعل ذلك حتى أشرب ولو الشيء اليسير، وظل يعطيهم حتى شبع أهل الصفّة جميعاً، وكان عددهم في هذه الحادثة يبلغ ثلاثمائة رجل حتى وصل اللبن إلى أبي هريرة، ولم ينقص شيئاً، فتبسم النبي ﷺ وقال: يا أبا هريرة بقيت أنا وأنت فاقعد واشرب، فقعد أبو هريرة وشرب حتى روي، فما زال النبي ﷺ يطلب منه أن يشرب حتى قال أبو هريرة: «والذي بعثك بالحق ما أجد له مسلكاً في بطني»، ثم أخذ النبي ﷺ وسمَّى الله وشرِب الفضلة.
اتفقت معظم الأقوال على أن ما يقرب من أربعمائة صحابي تواردوا على الصفة، في قرابة تسعة أعوام إلى أن جاء الله بالغنى، وذلك قبيل وفاة النبي ﷺ.
يقول أبو هريرة: "لقد رأيت معي في الصفة ما يزيد على ثلاثمائة، ثم رأيت بعد ذلك كل واحد منهم والياً أو أميراً، والنبي ﷺ قال لهم ذلك حين مر بهم يوماً ورأى ما هم عليه.

## وصلات خارجية
- وكالة الرئاسة العامة لشؤون المسجد النبوي
- بوابة الحرمين الشريفين: البث المباشر من المسجد النبوي
- أماكن ثلاثية الأبعاد: جولة في المسجد النبوي